# Karel Trojan
Karel Trojan ml. (* 23. února 1975) je český automobilový závodník. Pronajímá závodní techniku a provozuje tým Korno Motorsport.

## Biografie
Začal závodit v roce 1994 s vozem Škoda Favorit 136L.
Jeho hlavními navigátory byli Daniel Vodička v letech (1995-2001) a Petr Řihák v letech (2004-2008).
Jeho závodními vozy byly značek Škoda, Ford, Toyota či Mitsubishi. Aktuálně soukromě provozuje Škodu Fabii Rally2.

## Vítězství

### Česko
| # | Rallye                  | Rok  | Vůz                            | Navigátor      | Šampionát       |
| - | ----------------------- | ---- | ------------------------------ | -------------- | --------------- |
| 1 | 11. Rallye Úslava       | 1999 | Ford Escort RS Cosworth        | Daniel Vodička | MČR v Rally     |
| 2 | 11. Rally Příbram       | 1999 | Ford Escort RS Cosworth        | Daniel Vodička | MČR v Rally     |
| 3 | 11. Rallye Šumava Mogul | 2002 | Toyota Corolla WRC             | Jan Možný      | MČR v Rally     |
| 4 | 4. Rally Pelhřimov      | 2007 | Mitsubishi Lancer Evolution IX | Daniel Vodička | MČR Sprintrally |
| 5 | 8. Rallye Kralovice     | 2009 | Mitsubishi Lancer Evolution IX | Petr Chlup     | Rallye Cup      |